# Јунионтаун (Кентаки)
Јунионтаун (енгл. Uniontown) град је у америчкој савезној држави Кентаки.

## Демографија
По попису из 2010. године број становника је 1.002, што је 62 (-5,8%) становника мање него 2000. године.
| Група             | 2000.       | 2010.       |
| Белци             | 970 (91,2%) | 904 (90,2%) |
| Афроамериканци    | 81 (7,6%)   | 55 (5,5%)   |
| Азијати           | 1 (0,1%)    | 1 (0,1%)    |
| Хиспаноамериканци | 4 (0,4%)    | 13 (1,3%)   |
| Укупно            | 1.064       | 1.002       |